# Юбилейный (кинотеатр, Гомель)
Юбилейный — бывший кинотеатр в Гомеле. Открыт в 1979 году. Построен по типовому проекту с обработкой фасадов и интерьеров. В кинотеатре проводились кинофестивали, тематические кинопоказы, кино-лекции и передвижные выставки. Последним фильмом показанным в кинотеатре был «Мушкетеры 3D».

## История
В кинотеатре «Юбилейный» впервые состоялся сеанс 3D-фильмов. Нововведения в кинотеатре состоялись в 2008 году, была установлена новая звуковая система и 21-метровый бесшовный экран. Однако кинотеатр закрыли из-за финансового кризиса случившегося в 2011 году. 28 декабря 2018 года кинотеатр с десятой попытки был продан на аукционе за 250 200 рублей компании «Эльфента-спорт». Её владелец планирует использовать здание под спортивно-развлекательный комплекс.

## Архитектура
Здание бывшего кинотеатра неотъемлемая часть архитектурного облика торгового центра. 2-х этажный комплекс асимметричный непосредственно конфигурации в плане постройки. Здание построено на контрасте глухих поверхностей стен и витражей главного фасада. В планировочной структуре здания есть функциональные группы помещений. 1 этаж — кассовый зал, административное помещение, кафетерий. Центральная лестница соединяет входную группу залов с вестибюлями и аудиториями на 300—800 мест, площадь кинотеатра составляет 3000 кв2. В отделке фасадов интерьерах использована декоративная штукатурка под керамогранит, красная керамическая и гипсовая плитка.